# Przełęcz Brzezawska
Przełęcz Brzezawska – przełęcz położona na terenie Pogórza Przemyskiego na wysokości 481 m n.p.m., pomiędzy szczytem Na Wysokim (586 m n.p.m.) a nie posiadającym nazwy wierzchołkiem o wysokości 527 m n.p.m. Przełęcz oddziela Pasmo Wysokiego od Pasma Krztowa. 